# Ли Шань (волейболистка)
Ли Шань (кит. 李珊, англ. Li Shan; р. 21 мая 1980, Пекин, Китай) — китайская волейболистка, диагональная нападающая. Чемпионка летних Олимпийских игр 2004 года.

## Биография
Волейболом Ли Шань начала заниматься в 1992 году в спортивной школе клуба «Тяньцзинь». С 1995 и до окончания спортивной карьеры в 2012 году выступала за команду «Тяньцзинь Бриджстоун». В её составе 8 раз становилась чемпионкой Китая и четырежды — чемпионкой Азии среди клубов. В 1999—2006 играла за национальную сборную страны.
В своём дебютном сезоне в составе сборной (1999) Ли Шань выиграла «золото» чемпионата Азии и «бронзу» Гран-при. В 2000 участвовала в олимпийском волейбольном турнире, который для китаянок завершился уже на четвертьфинальной стадии. После ряда неудач на мировом уровне 2003—2004 годы принесли национальной команде Китая ряд ярких успехов, прежде всего олимпийскую победу в Афинах, а также первенство в розыгрыше Кубка мира-2003 и Гран-при того же года. Обладателем высших наград этих турниров была и Ли Шань. После победы на Азиатских играх 2006 Ли Шань покинула сборную, но на протяжении ещё 6 лет её спортивная карьера продолжалась на клубном уровне.

### Клубная карьера
- 1995—2012 —  «Тяньцзинь Бриджстоун».

## Достижения

### Клубные
- 8-кратная чемпионка Китая — 2003—2005, 2007—2011;
  - серебряный (2006) и двукратный бронзовый (2002, 2012) призёр чемпионатов Китая.
- 4-кратная чемпионка Азии среди клубов — 2005, 2006, 2008, 2012;
  - двукратный серебряный призёр клубных чемпионатов Азии — 2009, 2011.

### Со сборной Китая
- Олимпийская чемпионка 2004.
- победитель розыгрыша Кубка мира 2003.
- победитель розыгрыша Всемирного Кубка чемпионов 2001.
- победитель Гран-при 2003;
  - двукратный серебряный (2001, 2002) и бронзовый (1999) призёр Гран-при.
- двукратная чемпионка Азиатских игр — 2002, 2006.
- 3-кратная чемпионка Азии — 1999, 2001, 2003.

## Индивидуальные
- 2005: MVP и лучший бомбардир клубного чемпионата Азии.
- 2008: MVP клубного чемпионата Азии.